# ナッソー郡 (フロリダ州)
ナッソー郡（英: Nassau County）は、アメリカ合衆国フロリダ州の北東隅に位置する郡である。2010年国勢調査での人口は73,314人であり、2000年の57,663人から27.1%増加した。郡庁所在地はフェルナンディナビーチ市（人口11,487人）である。
ナッソー郡はジャクソンビル大都市圏に属している。

## 歴史
ナッソー郡は1824年にデュバル郡から分離して設立された。郡名はドイツのナッサウ公国から採られた。

## 地理
アメリカ合衆国国勢調査局に拠れば、郡域全面積は725.86平方マイル (1,880.0 km2)であり、このうち陸地651.55平方マイル (1,687.5 km2)、水域は74.30平方マイル (192.4 km2)で水域率は10.24%である。水域の大半は大西洋である。郡庁所在地のフェルナンディナビーチは、郡内の人が住む島の1つであるアメリア島にある。

### 地形
郡内には12の特徴ある地形地域がある。その多くは北から南に細い帯状で伸びている。
1. 西のベイカー郡に接する地域、地形はかなり平坦だが、いくらか標高が高くなっている、排水が悪く土壌は砂質である
2. その東側、北部と中部に標高の高い場所があり、排水は良い
3. その東側の低地、特に南部は平坦だが排水が極めて悪い
4. さらに東側、最北部の幅は数マイル、南部の幅は6マイルから8マイル (10-13 km)、ヒリアードの町と郡道108号線、州道301号線が含まれる、排水が大変悪く、低地であり、かなり砂質の土壌である
5. その東側、標高が高く砂質で排水の悪い土地が散らばる
6. その東側、キャラハンの町があり、表土は砂の多い土壌、その下に粘土、この地域は小さなクリークや川が多く、排水のわるい土壌を低地に運んでいる、郡の北から南まで全長に伸びており、北部では幅が8マイル (13 km) ほどあるが、その他は3マイルから4マイル (5-6 km) ほどである
7. その東側、幅約8マイル (13 km) の比較的大きな地域、低く平坦で排水が極めて悪い、小さなクリークや川が多い、北部では支流がセントメアリーズ川に合流し、南部では多くの支流がナッソー川に入り、それがナッソー・サウンドと大西洋に注ぐ
8. その東側、幅約3マイル (5 km)、極めて砂質で排水も悪い
9. さらに東側、ユーリーやオニールの町がある広い地域、幅は約4マイル (6 km)、標高が高い場所は排水が悪く砂質、さらに排水の悪い大きな窪みがある
10. その南部、低地で有機土壌、ナッソー川の北岸は湿地で、ナッソー・サウンドまで続く
11. さらに東と幾分北、大きな湿地と有機土壌、小さな島が多く、ベルズ川とジョリー川が流れ、北のカンバーランド島下流でカンバーランド・サウンドに注ぐ
12. アメリア島、郡の最東端、西部は排水が悪く、東の海浜に向かうと排水が良く、標高の高い砂質の土地、島の北部は塩水湿地がイーガン・クリークを囲み、フェルナンディナビーチでアトランティック・ブールバードの下に入る

### 交通

#### 自動車専用道路
- 州間高速道路95号線
- 州間高速道路10号線（0.7マイル、1.1 km のみ）

#### 表面道路
- アメリカ国道1号線（ニュー・キング道路）
- アメリカ国道17号線
- アメリカ国道23号線
- アメリカ国道90号線（ノースビーバー道路）
- アメリカ国道301号線
- フロリダ州道A1A号線
- フロリダ州道2号線（クロウフォード道路）
- フロリダ州道15A号線（ミックラー通り）
- フロリダ州道108号線（リバー道路/ブランディーズ・アベニュー/ドクター・マーティン・ルーサー・キング・ジュニア・アベニュー）
- フロリダ州道115号線（レム・ターナー道路）
- フロリダ州道119号線
- フロリダ州道200号線（バッカニア・トレイル）

### 隣接する郡
- カムデン郡 (ジョージア州) - 北
- デュバル郡 - 南
- ベイカー郡 - 南西
- チャールトン郡 (ジョージア州) - 西

## 郡政府
ナッソー郡は5人の委員による郡政委員会が統治している。選挙で選ばれる委員の任期は4年間である。選挙は2年毎に行われ、3人または2人が交互に改選される。
環境と農業に関わる主要団体がナッソー郡土壌・水保護地区であり、地域の他の機関と密接に連携している。
警察機能はナッソー郡保安官事務所が担当している。

## 経済
ナッソー郡の経済は大変多様であり、西部と中部の農業（大半は果樹栽培）から、アメリア島近くでは多様になってくる。果樹栽培に使われる土地の多くは地域の主要雇用主であり、ファーナンディナビーチの大規模パルプ工場を所有するレイオニアが所有している。昔から果樹栽培、運送、パルプ生産が地域経済の大きな部分を占めてきた。しかし、西部の田園地帯にある小さな町で広範な成長が起きており、住宅建設市場は今も協力である。フェルナンディナビーチは不動産、法律関連サービス、医療など専門的職種で以前から知られており、またリッツ・カールトン・ホテルとアメリアアイランド・プランテーションという2つの大型リゾート地にも近い。郡中央ではホワイトオーク・プランテーションと呼ばれる民間の大きな土地があり、かつては動物園を運営した富裕な家族が所有していた。そこではシマウマや大きなシロ猫など外来の動物が飼われていた。元大統領のビル・クリントンなど多くの著名人物がこのリゾート地にきて余暇を過ごした。

## 人口動態
以下は2000年国勢調査による人口統計データである。
| 基礎データ - 人口: 57,663人 - 世帯数: 21,980 世帯 - 家族数: 16,528 家族 - 人口密度: 34人/km2（88人/mi2） - 住居数: 25,917軒 - 住居密度: 15軒/km2（40軒/mi2） 人種別人口構成 - 白人: 90.02% - アフリカン・アメリカン: 7.74% - ネイティブ・アメリカン: 0.43% - アジア人: 0.46% - 太平洋諸島系: 0.03% - その他の人種: 0.32% - 混血: 1.00% - ヒスパニック・ラテン系: 1.51% 先祖による構成 - イギリス系：36.2% - アイルランド系：13.6% - ドイツ系：11.7% 年齢別人口構成 - 18歳未満: 25.0% - 18-24歳: 7.2% - 25-44歳: 28.8% - 45-64歳: 26.3% - 65歳以上: 12.6% - 年齢の中央値: 38歳 - 性比（女性100人あたり男性の人口） - 総人口: 97.3 - 18歳以上: 94.8 | 世帯と家族（対世帯数） - 18歳未満の子供がいる: 32.8% - 結婚・同居している夫婦: 61.2% - 未婚・離婚・死別女性が世帯主: 9.9% - 非家族世帯: 24.8% - 単身世帯: 20.1% - 65歳以上の老人1人暮らし: 7.7% - 平均構成人数 - 世帯: 2.59人 - 家族: 2.97人 収入と家計 - 収入の中央値 - 世帯: 46,022米ドル - 家族: 52,477米ドル - 性別 - 男性: 37,027米ドル - 女性: 25,443米ドル - 人口1人あたり収入: 22,836米ドル - 貧困線以下 - 対人口: 9.1% - 対家族数: 6.4% - 18歳未満: 10.9% - 65歳以上: 8.9% |

## 都市と町

### 法人化自治体
- フェルナンディナビーチ市 - 郡庁所在地
- ヒリアード町
- キャラハン町

### 未編入の町
| - アメリアシティ - アメリカンビーチ - アンドリュース - ベッカー - ブーローニュ - ブライスビル - チェスター - クランドール - クロウフォード - ダホマ | - ダイアル - エバーグリーン - フランクリンタウン - グレンウッド - グロス - ヘッジズ - ヒーロー - イングル - イタリア - キーン | - ケント - キングスフェリー - レッシー - マトックス - ナッソービレッジ・ラトリフ - ナッソービル - オニール - ベルディ - ユリーハイツ - ユリー |

## 教育

### ナッソー郡教育学区
| 幼稚園前           | 幼稚園             | 1年生              | 2年生              | 3年生                        | 4年生                        | 5年生                        | 6年生                        | 7年生                        | 8年生                        | 9年生                      | 10年生                     | 11年生                     | 12年生                     |
| ------------------ | ------------------ | ------------------ | ------------------ | ---------------------------- | ---------------------------- | ---------------------------- | ---------------------------- | ---------------------------- | ---------------------------- | -------------------------- | -------------------------- | -------------------------- | -------------------------- |
|                    | ブライスビル小学校 | ブライスビル小学校 | ブライスビル小学校 | ブライスビル小学校           | ブライスビル小学校           | ブライスビル小学校           | キャラハン中学校             | キャラハン中学校             | キャラハン中学校             | 西ナッソー郡高校           | 西ナッソー郡高校           | 西ナッソー郡高校           | 西ナッソー郡高校           |
| キャラハン小学校   | キャラハン小学校   | キャラハン小学校   | キャラハン小学校   | キャラハン中学校             | キャラハン中学校             | キャラハン中学校             | キャラハン中学校             | キャラハン中学校             | キャラハン中学校             | 西ナッソー郡高校           | 西ナッソー郡高校           | 西ナッソー郡高校           | 西ナッソー郡高校           |
| ヒリアード小学校   | ヒリアード小学校   | ヒリアード小学校   | ヒリアード小学校   | ヒリアード小学校             | ヒリアード小学校             | ヒリアード小学校             | ヒリアード中学・高校         | ヒリアード中学・高校         | ヒリアード中学・高校         | ヒリアード中学・高校       | ヒリアード中学・高校       | ヒリアード中学・高校       | ヒリアード中学・高校       |
| ユリー 予備校      | ユリー 予備校      | ユリー 予備校      | ユリー 予備校      | ユリー小学校                 | ユリー小学校                 | ユリー小学校                 | ユリー中学校                 | ユリー中学校                 | ユリー中学校                 | ユリー高校                 | ユリー高校                 | ユリー高校                 | ユリー高校                 |
| サウスサイド小学校 | サウスサイド小学校 | サウスサイド小学校 | サウスサイド小学校 | エンマ・ラブ・ハーディ小学校 | エンマ・ラブ・ハーディ小学校 | エンマ・ラブ・ハーディ小学校 | フェルナンディナビーチ中学校 | フェルナンディナビーチ中学校 | フェルナンディナビーチ中学校 | フェルナンディナビーチ高校 | フェルナンディナビーチ高校 | フェルナンディナビーチ高校 | フェルナンディナビーチ高校 |

### 私立学校
- セントミカエルズ・アカデミー（幼稚園前から8年生）、フェルナンディナビーチ

フロリダ州立カレッジジャクソンビル校が設立運営するベティ・クック・センターが様々な学位取得教育を行っている。

## メディア
郡内では3つの新聞が発行されている。最大のものは「フェルナンディナビーチ・ニューズ・リーダー」であり、トム・ウッドとディンク・ネスミスが経営するメディア会社のコミュニティ・ニューズペーパーズ社が所有している。「ナッソーカウンティ・レコード」もコミュニティ・ニューズペーパーズ社が所有している。どちらも定期購読、あるいは新聞販売店で入手できる。「ウェストサイド・ジャーナル」は独立系新聞であり、フロリダ・サン・プリンティングが発行し、郵送によりまた通常はコピーを無料で入手できる。

## 著名な出身者
- ハウィー・ケンドリック、メジャーリーグベースボール選手、アナハイム・エンゼルス

## 歴史的な場所
- ホイト邸、フェルナンディナビーチ
- ナッソー郡庁舎、フェルナンディナビーチ
- アメリカ合衆国郵便局、税関、郡庁舎、フェルナンディナビーチ

### 経済
- Amelia Island Plantation
- Federal Aviation Administration Air Route Traffic Control Center ZJX
- Rayonier
- The Ritz Carlton

### メディア
- Fernandina Beach News-Leader
- Nassau County Record
- Florida Times-Union in Nassau County

### 文化
- Amelia Island Genealogical Society
- Nassau County Writers and Poets Society
- Fort Clinch

### 政府関連
- Nassau County Clerk of Courts official website for County Government
- Nassau County Board of County Commissioners
- Nassau County Supervisor of Elections
- Nassau County Property Appraiser
- Nassau County Sheriff's Office
- Nassau County Public Library
- Nassau County Tax Collector

### 特殊地区
- Nassau County School District
- St. Johns River Water Management District
- Nassau County Economic Development Board
- Nassau County Soil and Water Conservation District

### 司法関連
- Public Defender, 4th Judicial Circuit of Florida serving Duval, Clay, and Nassau counties
- Office of the State Attorney, 4th Judicial Circuit of Florida
- Circuit and County Court, 4th Judicial Circuit of Florida

座標: 北緯30度37分 西経81度46分 / 北緯30.61度 西経81.77度